# 中国人民武装警察部队森林部队
中国人民武装警察部队森林部队（简称武警森林部队），是1988年至2018年间存在的中国人民武装警察部队警种部队，主要担负中华人民共和国森林防火灭火任务。实行由武警总部和国家林业主管部门双重领导、管理的体制，武警总部对森林部队的军事、政治、后勤工作实施统一领导，国家林业主管部门负责其业务工作。武警森林部队的森林防火业务工作，实行中央与地方双重领导。部队执行跨省级行政区森林防火、灭火任务时，由国家林业局统一指挥；部队执行所在省级行政区森林防火、灭火任务时，由当地人民政府统一指挥，国家林业局局长兼任武警森林指挥部第一政治委员。
2018年3月，第十三届全国人民代表大会第一次会议审议国务院机构改革方案，其中提到，森林部队将转隶新成立的应急管理部，不再属于武警。2018年9月，中国人民武装警察部队森林部队正式退出现役，移交应急管理部，改称国家综合性消防救援队伍。

## 沿革
1948年，东北行政委员会发布通令《为组织护林武装由》，决定由林区各省自军区抽调干部组建武装护林队，清剿林区散匪，保护林区作业安全。1953年，中央人民政府政务院、中央人民政府人民革命军事委员会决定，东北、内蒙古各护林队改称护林警察队，隶属中国人民经济警察系统。
1962年5月8日，中华人民共和国林业部下发林经字第180号文件，同意在重点偏远地区恢复设立森林警察，任务是森林巡护、消防，修建防火设施，保护森林资源。
经国务院、中央军委批准，武装森林警察部队自1978年起实行义务兵役制，连以下干部、士兵实行现役制，营以上干部及部分警士仍旧实行职业制。1978年，黑龙江武装森林警察总队成立，1981年内蒙古森林警察总队成立，1982年吉林森林警察总队成立。
1988年，经国务院、中央军委批准，森林部队列入中国人民武装警察部队序列，全部实行现役制。1995年，武警云南森林警察总队成立。
1999年2月5日，国务院、中央军委发布国发6号文件，确定武警森林部队自1999年2月10日起，改为实行中国人民武装警察部队总部和国家林业主管部门双重领导管理体制。中国人民武装警察部队总部对森林部队的军事、政治、后勤工作实施统一领导，国家林业局负责森林防火业务工作。国家林业局局长兼中国人民武装警察部队森林部队指挥部第一政治委员、党委第一书记。各总队、支队第一政委、党委第一书记由所在的省（自治区）、地（市）分管林业工作的领导兼任。部队在执行跨省（自治区）森林防火灭火任务时，由国家林业局统一指挥；在执行所在省（自治区）森林防火灭火任务时，由当地人民政府统一指挥。
1999年8月4日，中国人民武装警察部队森林部队指挥部（简称“武警森林指挥部”）成立大会在北京举行。新组建的武警森林指挥部的任务是：承担森林防火灭火任务；根据部队所在省（自治区）政府的统一部署，保卫森林资源；依法执行国家赋予的维护社会稳定和处置突发事件的任务。
2001年，国务院、中央军委批准组建武警四川、西藏、新疆森林总队。2002年10月10日，武警四川、西藏、新疆森林总队正式成立。2007年国务院、中央军委批准组建福建、甘肃森林总队以及中国人民武装警察部队森林部队指挥部机动支队。
经中央军委批准，2006年9月1日，武警森林指挥学校、武警黄金技术学校、武警水电技术学校合并组建为中国人民武装警察部队警种指挥学院，正师级，隶属武警森林指挥部领导管理。2011年，在武警部队院校体制编制调整中，武警警种指挥学院完成调整，更名为中国人民武装警察部队警种学院，由武警总部集中领导管理，并于2011年8月28日在北京举行挂牌仪式。
森林部队自1988年列入中国人民武装警察部队序列后，截至2008年陆续扑灭过大兴安岭“5·6”特大森林火灾等重特大以上森林、草原火灾38起；参加抢险救灾270多次，抢救遇险群众1500多人，植树440万余株。中共中央总书记胡锦涛在内蒙古森林总队兴安盟支队“森林卫士林”视察时称：“森林部队不仅是森林的保卫者，而且是绿色生态的建设者。”
2018年3月17日第十三届全国人民代表大会第一次会议通过《第十三届全国人民代表大会第一次会议关于国务院机构改革方案的决定》，批准《国务院机构改革方案》。方案规定：“组建应急管理部。将国家安全生产监督管理总局的职责，国务院办公厅的应急管理职责，公安部的消防管理职责，民政部的救灾职责，国土资源部的地质灾害防治、水利部的水旱灾害防治、农业部的草原防火、国家林业局的森林防火相关职责，中国地震局的震灾应急救援职责以及国家防汛抗旱总指挥部、国家减灾委员会、国务院抗震救灾指挥部、国家森林防火指挥部的职责整合，组建应急管理部，作为国务院组成部门。中国地震局、国家煤矿安全监察局由应急管理部管理。公安消防部队、武警森林部队转制后，与安全生产等应急救援队伍一并作为综合性常备应急骨干力量，由应急管理部管理。不再保留国家安全生产监督管理总局。”

## 编制
- 中国人民武装警察部队森林部队指挥部（驻北京市）
  - 司令部
  - 政治部
  - 后勤部

- 中国人民武装警察部队黑龙江省森林总队（驻黑龙江省哈尔滨市）
- 中国人民武装警察部队吉林省森林总队（驻吉林省长春市）
- 中国人民武装警察部队内蒙古自治区森林总队（驻内蒙古自治区呼和浩特市）
- 中国人民武装警察部队云南省森林总队（驻云南省昆明市）
- 中国人民武装警察部队四川省森林总队（驻四川省成都市）
- 中国人民武装警察部队西藏自治区森林总队（驻西藏自治区拉萨市）
- 中国人民武装警察部队新疆维吾尔自治区森林总队（驻新疆维吾尔自治区乌鲁木齐市）
- 中国人民武装警察部队甘肃省森林总队（驻甘肃省兰州市）
- 中国人民武装警察部队福建省森林总队（驻福建省福州市）
- 中国人民武装警察部队森林部队指挥部直属机动支队（驻北京市昌平区）
- 中国人民武装警察部队森林部队指挥部直属航空支队（驻黑龙江省大庆市）
  - 中国人民武装警察部队森林指挥部直升机支队飞行二大队 (驻云南省昆明市)

## 指挥部历任领导
| 主任 1. 何旺林 武警少将（1999年7月—2005年5月） 2. 韩祥林 武警少将（2005年5月—2008年7月） 3. 王佐明 武警少将（2008年7月—2012年5月） 4. 何宏成 武警少将（2012年5月—2012年12月31日） 司令员 1. 何宏成 武警少将（2013年1月1日—2014年12月） 2. 沈金伦 武警少将（2014年12月—） | 第一政治委员 （国家林业局局长兼） 1. 王志宝（1999年7月—2000年11月） 2. 周生贤（2000年12月—2005年11月） 3. 贾治邦（2005年11月—2012年3月） 4. 赵树丛（2012年3月—） | 政治委员 1. 尹成富 武警少将（1999年7月—2002年9月） 2. 阎文彬 武警少将（2002年9月—2006年6月） 3. 王长河 武警少将（2006年6月—2010年12月） 4. 亢进忠 武警少将（2011年3月—2015年） 5. 戴建国 武警少将（2015年—） |

| 副主任 - 李文江 武警少将（1999年7月—2008年12月） - 孙吉山 武警少将（1999年7月—2003年6月） - 邱国录 武警少将（2003年11月—2007年5月） - 朴东赫 武警少将（2007年5月—7月） - 周爱民 武警少将（2007年7月—2008年5月） - 郝晓光 武警少将（2008年5月—11月） - 李全海 武警少将（2008年11月—2012年7月） - 沈金伦 武警少将（2008年11月—2010年12月） - 金林炎 武警少将（2010年12月—2012年12月31日） - 魏凤桐 武警少将（2012年10月—2012年12月31日） 副司令员 - 金林炎 武警少将（2013年1月1日—3月） - 魏凤桐 武警少将（2013年1月1日—） - 郭建雄 武警少将（2013年3月—） | 副政治委员 - 王长河 武警少将（1999年2月—2006年6月） - 李志同 武警少将（1999年7月—2000年8月） - 崔建设 武警少将（2006年6月—2011年9月） - 焦万瑜 武警少将（2007年11月—2008年11月） - 聂增龙 武警少将（2011年10月—） |

| 参谋长 1. 朴东赫 武警少将（1999年2月—2007年5月） 2. 李全海 武警少将（2007年5月—2008年11月） 3. 郝晓光 武警少将（2008年11月—2011年7月） 4. 魏凤桐 武警少将（2011年10月—2012年10月） 5. 彭小国 武警少将（2012年10月—） 副参谋长 - 刘森平（？—2005年5月） - 刘传忠（？—2006年5月逝世） - 张国华（？—2008年2月） - 闫 鹏（？—） - 张传发（2005年5月—2008年10月） - 郭胜辉（2008年2月—？） - 李保全（2008年10月—？） - 郑虎平（？—？） - 张京科（？—？） - 杨宇光（？—） - 回春雷（？—） | 政治部主任 1. 彭水朋 武警少将（2000年8月—2003年6月） 2. 闻培德 武警少将（2003年6月—2010年12月） 3. 聂增龙 武警少将（2010年12月—2011年10月） 4. 徐元鸿 武警少将（2011年10月—2013年9月） 5. 郭小平 武警少将（2013年11月—） 政治部副主任 - 傅承辉（？—2005年8月） - 王嘉龙（2002年4月—？） - 崔永安（2005年8月—？） - 徐元鸿（2006年5月—2011年10月） - 李哲训（2007年11月—？） - 刘树荣（？—？） - 张忠林（2011年8月—？） - 张力农（2012年10月—） - 朱金跃（2013年—） |

后勤部部长
1. 邱国录（？—2003年11月）
2. 沈金伦（？—2008年11月）[30]
3. 崔进福（？—？）[22]
4. 魏奕泉（2013年—）[31]

后勤部副部长
- 杨宇光（？—？）[32]
- 王奎中（？—？）[33]
- 刘宝会（？—？）[34]
- 朱金跃（？—？）
- 常岷（？—）[23]